# Mołdyty
Mołdyty (niem. Molditten) – osada w Polsce położona w województwie warmińsko-mazurskim, w powiecie bartoszyckim, w gminie Bisztynek. W latach 1975–1998 miejscowość administracyjnie należała do województwa olsztyńskiego. W przeszłości Mołdyty znajdowały się na terenie powiatu reszelskiego, a później powiatu biskupieckiego.
Wieś położona jest przy drodze biegnącej z Reszla do Sątop. W pobliżu przepływa rzeka Sajna.

## Historia
Nazwy wsi (za Sł. geogr.): pol. Moldyty, niem. Molditten (ok. 1395) Molditinen.

### Początki wsi
W roku 1339 kapituła warmińska nadaje braciom Pansdoproten i Molditen (dziedziczenie na linię męską i żeńską) 17,5 włóki in terra Barthen na założenie wsi o nazwie Leymberg. Wieś o wymienionej nazwie tu nie powstała. Nadanie to szczegółowo wyglądało następująco: obaj mają posiadać 4 włóki (sołeckie) i służyć na dwóch koniach. Pansdoproten otrzymał dodatkowo 1 włókę, a Molditen 0,5 włóki. Pozostałe 12 włók było do zasiedlenia osadnikami. Wymienieni otrzymali także prawo mniejszego sądownictwa, większe przysługiwało wójtowi. Osadnicy zwolnieni mieli być od opłat na lat jedenaście.
Dnia 24 października 1348 kapituła odnowiła powyższy przywilej, zamieniając prawo pruskie na korzystniejsze prawo chełmińskie. Pansdoproten otrzymał 6 włók i miał służyć na jednym koniu, a Molditen także na jednym koniu. Pierwszy z wymienionych otrzymał jako wynagrodzenie za założenie wsi 1 włókę, a drugi 1,5 włóki. Od reszty włók poddani po dwóch latach wolnych od podatku na dzień MB Gromnicznej mieli płacić od włóki: pół grzywny, jeden korzec owsa i pszenicy. Korzyści z mniejszego sądownictwa, dla wyżej wymienionych przy taryfie opłat do 4 szelągów przysługiwały w całości, od większych opłat w jednej trzeciej wysokości. Za pochwycenie złoczyńcy na swych dobrach przysługiwała również jedna trzecia opłaty. Pansdoproten otrzymał dodatkowo prawo połowu ryb na pobliskim jeziorze małymi narzędziami, na własne potrzeby (jezioro to już nie istnieje – zobacz opis rzeki Sajny).

### Od Luzjańskich do Stanisławskich
Biskup warmiński Fabian Luzjański w roku 1515 (w czwartek po narodzeniu NMP) przekazuje dobra Luzyany, Moldditten i Makohlen swoim braciom: Albrechtowi Luzjańskiemu – burgrabiemu reszelskiemu i Janowi Luzjańskiemu (ok. 1470–1551) wójtowi warmińskiemu. Biskup Luzjański jednocześnie obniżył podatki i świadczenia rzeczowe z tych wsi.
W późniejszym okresie właścicielami wsi byli: Czarlińscy, Kurowski i Stanisławscy. (Czarlińscy posiadali rodzinę koło Ostródy i na Kaszubach).
Najprawdopodobniej Ludwik Stanisławski był właścicielem Mołdyt w okresie od 1603 do 1630 (w tym okresie pojawiał się na politycznej arenie Warmii).
Ludwik jako właściciel Mołdyt wraz ze Stanisławem Wilczewskim z Ramsowa w roku 1618 reprezentował Warmię na sejmie koronnym w Warszawie. Po Ludwiku Stanisławskim wieś przypadła jego córce Sybilli.
Od roku 1642 wieś w drodze spadku po Sybilli von Schedlin-Czarlińskiej przeszła w ręce Alberta Ludwika Stanisławskiego (m.in. był wójtem warmińskim). Według spisu z roku 1656 wieś miała powierzchnię 17 włók przy obciążeniu podatkowym 1 korca żyta od włóki. Stanisławscy w tym czasie posiadali również wsie: Łężany, Biel, Tejstymy i Górkowo. Po śmierci Alberta w roku 1688 właścicielem dóbr zostaje jego syn Wacław Stanisławski. Wacław Stanisławski był m.in. pułkownikiem wojsk koronnych i szambelanem króla Jana Sobieskiego. Dwóch jego synów Abraham i Bogusław byli także oficerami w wojsku koronnym, a na Warmii pozostał trzeci, Albrecht Zygmunt von Zeigut-Stanisławski (m.in. generalny poczmistrz Prus Królewskich). Albrecht Zygmunt von Zeigut-Stanisławski odziedziczył po bracie Abrahamie (ok. 1741 r.) Mołdyty, a wcześniej w roku 1739 kupił majątek ziemski w Lipowinie.
Przedstawiciel młodszego pokolenia Stanisławskich, Zygmunt Zeigut Stanisławski, właściciel Stanclewa, w roku 1783 finansował odbudowę kościoła farnego w Biskupcu.
Stanisławscy tuż przy wsi posiadali wiatrak, a przy skrzyżowaniu drogi biegnącej z Mołdyt z drogą Reszel-Sątopy – karczmę.

### Dwór
Istniejący dwór wybudowany został po 1741 r. staraniem Albrechta Zygmunta, równocześnie budowniczego pałacu w Lipowinie. Dwór w Mołdytach przeznaczony był dla rodzeństwa Zygmunta Albrechta. Budowla prezentowała styl barokowy, ale pierwotny wygląd dworu, jego układ wnętrz, zniszczone zostały przez nieprzemyślany remont w latach osiemdziesiątych XX w. Z czasów dawnej świetności dworu pozostał tylko herb Sulima (herb Stanisławskich), umieszczony w szczycie fasady dworu. Najprawdopodobniej w czasie II wojny światowej z dworu zniknęła kolekcja rodowych portretów, o których pisał w 1923 r. Mieczysław Orłowicz.

### Wieś w XIX i XX wieku
Pod koniec XIX w. wieś należała do Eugeniusza Quassowskiego. Majątek ziemski w Mołdytach w tym czasie posiadał powierzchnię ogólną 463 ha, w tym: grunty orne – 187 ha, użytki zielone – 101 ha, lasy – 166 ha i nieużytki – 9 ha.
Po 1945 Mołdyty były majątkiem państwowym. W ostatniej fazie funkcjonowania PGR jako zakład rolny wchodził w skład Kombinatu PGR Sątopy, który miał siedzibę w Sątopach-Samulewie.